# Eva Krivanec
Eva Krivanec (* 13. Februar 1976 in Wien) ist eine österreichische Theaterwissenschaftlerin. Ihre Forschungsschwerpunkte sind Geschichte des Theaters und der Unterhaltungskultur im 19./20. Jahrhundert.

## Leben
Eva Krivanec studierte von 1994 bis 2002 Philosophie, Politologie, Theaterwissenschaft und Germanistik an den Universitäten Wien, Paris III und Coimbra (Portugal). Nach Stationen als wissenschaftliche Mitarbeiterin verschiedener Projekte war sie von 2006 bis 2011 als wissenschaftliche Mitarbeiterin und wissenschaftliche Assistentin am Institut für Theater-, Film- und Medienwissenschaft der Universität Wien in Forschung und Lehre tätig mit dem Schwerpunkt Geschichte der Populärkultur. Seit 2013 ist sie Humboldt Post-Doc Fellow am Institut für Deutsche Literatur der Humboldt-Universität zu Berlin mit einem Habilitationsprojekt unter dem Arbeitstitel „Experimentierfeld Vergnügungskultur. Ästhetik und Geschichte theatraler Unterhaltung in Europas Metropolen, 1860–1930“.
Sie war von 2001 bis 2003 Redakteurin und Autorin der Wiener Zeitschrift Context XXI.
Ihr 2012 erschienenes Buch Kriegsbühnen. Theater im Ersten Weltkrieg baut auf ihrer Dissertation von 2009 auf. In ihrer vergleichenden Studie stehen die Aufführungen in den vier europäischen Städten Berlin, Lissabon, Paris und Wien in den Jahren von 1914 bis 1918 im Mittelpunkt. Sie untersucht, wie der Krieg „Theatergenres, Spielpläne, Stücke und Inszenierungen“ beeinflusste. Ein Verdienst ihrer Publikation sei es,
„unzählige Stücke aus der Zeit des Ersten Weltkrieges zusammengetragen zu haben“. Der Umfang des Materialkorpus, in dem Krivanec 90.000 Datensätze erfasst hat, sei beachtlich. Eva Krivanec Untersuchung habe neben der von Martin Baumeister über das Fronttheater neue Maßstäbe gesetzt. Gemeinsam sei beiden, dass sie trotz des theaterwissenschaftlichen Fundaments den Schritt in das gesellschaftliche und politische Umfeld des Bühnengeschehens wagen. Es gehe dabei um „das Theater als soziale Praxis und nicht bloß um die Bühnenkunst als kultureller Selbstzweck“.
Eva Krivanec lebt in Berlin und hat zwei Kinder. Seit dem Wintersemester 2017/18 arbeitet sie als Juniorprofessorin an der Bauhaus-Universität Weimar.

## Auszeichnungen
- DOCAward 2010 der Universität Wien und der Stadt Wien für hervorragende Forschungsleistungen im Rahmen ihrer Dissertation

## Schriften
Monografie
- Kriegsbühnen. Theater im Ersten Weltkrieg. Berlin, Lissabon, Paris und Wien. Transcript, Bielefeld 2012, ISBN 978-3-8376-1837-2.

Reviews:
Historische Zeitschrift. Band 296, Heft 3, Juni 2013, S. 848ff. ISSN 0018-2613, doi:10.1524/hzhz.2013.0288
H-Soz-Kult. 11. Juni 2013.
sehepunkte. 14, 2014, Rezensionsjournal für die Geschichtswissenschaften, Nr. 6, 15. Juni 2014.
German Studies Review. Volume 37, Number 1, Februar 2014, S. 198–200 (abstract)
Austrian History Yearbook. Volume 45, April 2014, S. 258–260. doi:10.1017/S0067237813000854
Buchbeiträge
- Kriegspropaganda multimedial. Spektakel, Variété und Kino im Ersten Weltkrieg. In: Henri Schoenmaker u. a. (Hrsg.): Theater und Medien/Theatre and the Media. Transcript, Bielefeld 2008, ISBN 978-3-8376-1064-2.
- „Ich bin doch a Jud. Ich  hab' nichts gegen Österreich.“ Jüdische Figuren im Wiener Unterhaltungstheater während  des Ersten Weltkriegs zwischen Stigmatisierung und Vereinnahmung. In: Petra Ernst, Gerald Lamprecht (Hrsg.): Konzeptionen des Jüdischen. Kollektive Entwürfe im Wandel. Studienverlag, Innsbruck 2009, ISBN 978-3-7065-4346-0.
- „krank und wieder gesund gelacht…“. Jüdisches Unterhaltungstheater in Wien und Berlin von 1910 bis 1918. In: Christine Haug u. a. (Hrsg.): Populäres Judentum. Medien, Debatten, Lesestoffe. Max Niemeyer, Tübingen 2009, ISBN 978-3-484-65176-0, S. 103–120. (einsehbar bei Google Books)
- Unterhaltungstheater als Medium der Verhandlung von Geschlechterrollen im Ersten Weltkrieg. In: Martina Thiele u. a. (Hrsg.): Medien – Krieg – Geschlecht. Springer VS, 2010, ISBN 978-3-531-92342-0, S. 135–152 (Springer Link)
- Der Bombenwurf war ein Couplet. Zur Wiener Unterhaltungskultur im Krieg. Katalog zur Ausstellung „JUBEL & ELEND, Leben mit dem Großen Krieg 1914–1918“. Bad Schallaburg 2014, S. 316–321.
- War on Stage. Home Front Entertainment in European Metropolises 1914–1918. In: Joachim Bürgschwentner, Matthias Egger, Gunda Barth-Scalmani (Hrsg.): Other Fronts, Other Wars? First World War Studies on the Eve of the Centennial. Brill, 2014, ISBN 978-90-04-24365-1, S. 370–388.
- Travestie an der Front. In: Julia B. Köhne u. a.(Hrsg.): Mein Kamerad – die Diva. Theater an der Front und in Gefangenenlagern des Ersten Weltkriegs. edition text+kritik, München 2014, ISBN 978-3-86916-366-6, S. 101–115.
- Dislozierte Rede. Das Bauchreden als populäre Attraktion und die Faszination des Freundlich-Gespenstischen. In: Lorenz Aggermann u. a. (Hrsg.): „Lernen, mit den Gespenstern zu leben“. Das Gespenstische als Figur, Metapher und Wahrnehmungsdispositiv in Theorie und Ästhetik. Neofelis Verlag, Berlin 2015, ISBN 978-3-943414-47-9, S. 331–345.

Artikel
- Lachen über den Feind. Kriegsrevuen und Soldatenschwänke im Ersten Weltkrieg. In: Maske und Kothurn. Internationale Beiträge zur Theater-, Film und Medienwissenschaft. Band 51, Heft 4, Dezember 2005, S. 435–446, doi:10.7767/muk.2005.51.4.435
- Die Theaterstadt im Krieg. Berliner Bühnen 1914–1918. In: Zeitschrift für Germanistik. ISSN 0323-7982, Vol. 24, Nº. 3, 2014, S. 566–581.
- Revuetheater im Ersten Weltkrieg. Berlin und Lissabon im Vergleich. In: Revista de estudos alemães. No. 5, Lissabon 2014. (Volltext zum Download)